# Henry Salt (Ägyptologe)

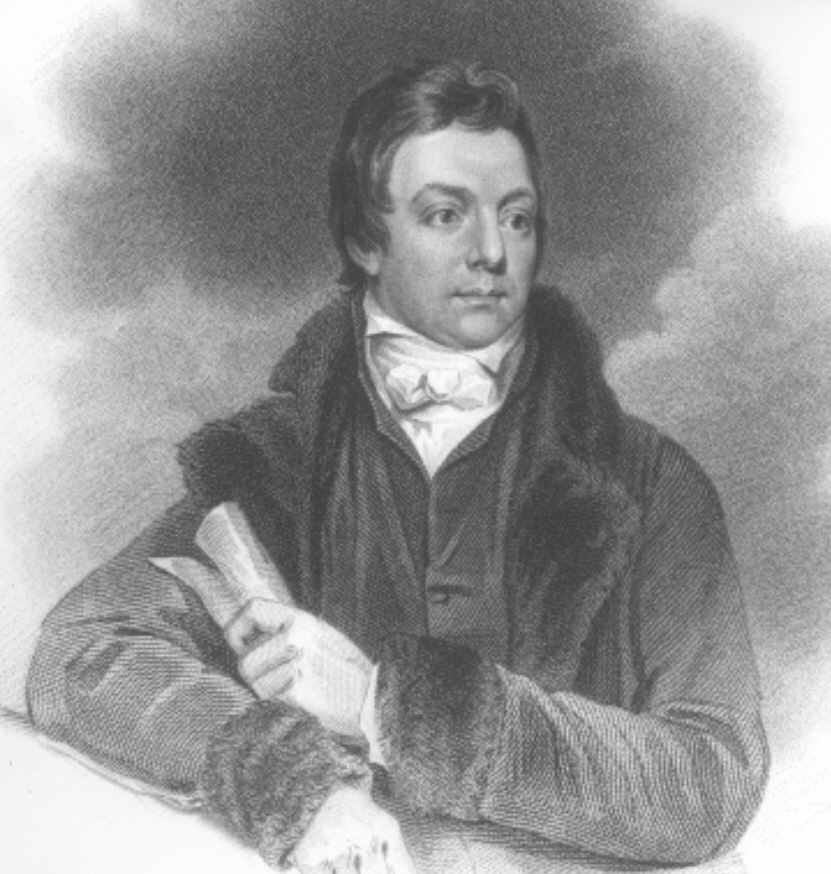
Henry Salt

Henry Salt (* 14. Juni 1780 in Lichfield; † 30. Oktober 1827 in Desouk bei Alexandria) war ein englischer Künstler, Reisender, Diplomat und Ägyptologe.

## Ausbildung und erste Tätigkeiten
Salt wurde in Lichfield als Sohn des Arztes Thomas Salt und dessen Frau Alice Butt geboren. Er hatte eine zwei Jahre ältere Schwester Jane. Seine Ausbildung zum Maler begann er zuerst in Lichfield und setzte sie dann in London bei Joseph Farington und John Hoppner fort. 1802 wurde er als Sekretär und Konstrukteur bei George Annesley angestellt, dem Viscount Valentia.

## Auslandsaufenthalte
Henry Salt unternahm eine Reise in den Osten, über das Kap nach Indien, untersuchte später die Gegend um das Rote Meer und besuchte 1805 das äthiopische Hochland. In Äthiopien ließ die Expedition Nathaniel Pearce zurück, über den Salt viele Jahre Informationen über das Land bezog. 1806 kehrte er nach England zurück. Die Zeichnungen, die Salt auf seiner Reise gemacht hatte, dienten der Illustration des Reiseberichtes von Lord Valentia, Voyages and Travels to India (1809).
Auf einer Mission für die Regierung kehrte Salt 1809 nach Äthiopien zurück. Seine Aufgabe war es herauszufinden, welche diplomatischen und Handelsbeziehungen zwischen den Tigraianern und dem Kriegsherren (Warlord) Ras Wolde Selassie bestehen. Nach seiner Rückkehr veröffentlichte er: A voyage to Abyssinia, & travels into the interior of that country, executed under the orders of the British government in the years 1809 & 1810. Später kehrte er zurück und setzte seine Freundschaft mit Sabagadis fort.

## In Ägypten
1815 wurde er als Generalkonsul nach Kairo berufen. In seiner Zeit in Ägypten trug er eine ansehnliche Sammlung ägyptischer Artefakte zusammen, namentlich den Kopf einer Statue von Ramses II. aus dem Ramesseum in Theben, dem heutigen Luxor, den er dem Britischen Museum überließ, und den Sarkophag von Ramses III., den der Louvre in Paris kaufte. Weiterhin unterstützte er Ausgrabungen in Theben und Abu Simbel und war auch selber an wichtigen archäologischen Untersuchungen beteiligt wie bei den Pyramiden von Gizeh und die Sphinx. Salt bezahlte Giovanni Battista Belzoni, um für ihn die Ausgrabungen zu leiten. Auf Salts Veranlassung wurden diverse Wandmalereien aus der Grabkapelle des Nebamun entfernt und nach London verbracht. Er unterstützte auch William John Bankes dabei, den Philae-Obelisken auf sein Gut in Dorset zu bringen.
Für seine Fähigkeit, Hieroglyphen zu entziffern, erntete er großes Lob von Jean-François Champollion.

## Familie
Am 10. Oktober 1819 heiratete Henry Salt die Tochter des italienischen Händlers Pensa aus Livorno. Mit ihr zeugte er drei Töchter, Georgina Henrietta Annesley, die im Juni 1821 geboren wurde und Julia, die am 10. März 1823 geboren wurde und am 26. desselben Monats starb. Seine Frau starb am 15. April 1824 mit nur 20 Jahren nach der Geburt einer weiteren Tochter an Kindbettfieber, das Neugeborene überlebte nur wenig länger.

## Veröffentlichungen (Auswahl)
- Neue Reise nach Abyssinien in den Jahren 1809 und 1810. W. Bulmer and Co., Weimar 1815 (archive.org, archive.org – englisch: Voyage en Abyssinie, and travels into the interior of that country … London 1814. Übersetzt von Friedrich Rühs).
- Essay on Dr. Young’s and M. Champollion’s phonetic system of hieroglyphics; with some additional discoveries, by which it may be applied to decipher the names of the ancient kings of Egypt and Ethiopia. Longman, Hurst, Rees, Orme, Brown, and Green, London 1825 (archive.org).